# Taglung Chöchung
| Tibetische Bezeichnung                       |
| -------------------------------------------- |
| Tibetische Schrift: སྟག་ལུང་ཆོས་འབྱུང་            |
| Wylie-Transliteration: sTag-lung chos-'byung |
| Chinesische Bezeichnung                      |
| Vereinfacht: 达隆教史; 达龙教史              |
| Pinyin:Dalong jiaoshi                        |

Taglung Chöchung (tib. sTag-lung chos-'byung; engl. The Religious History of sTag lung) ist ein Werk der tibetischen historiographischen Chöchung (chos 'byung) -Gattung von Taglung Shabdrung Ngawang Namgyel (stag lung zhabs drung ngag dbang rnam rgyal; 1571–1626), eines Geistlichen der Taglung-Kagyü (stag lung bka' brgyud) -Schule der Kagyü-Schultradition des tibetischen Buddhismus.
Das Werk ist 1992 als der 22. Band der Schneeland-Buchreihe (gangs can rig mdzod), der wichtigsten historischen tibetischen Buchreihe, erschienen, herausgegeben von thar gling byams pa tshe ring (Talin Qiangba Ciren 塔林•强巴次仁).